# Edificio El Planeta
El edificio El Planeta, también conocido como El Planeta Palace Hotel es un edificio con forma de barco que se encuentra en la localidad de Atlántida, en el Departamento de Canelones. Es una construcción emblemática de dicha localidad, y fue concebida por el italiano Natalio Michelizzi. Fue declarado Monumento Histórico Nacional en el año 2005.

## Historia

Ex-hotel Planeta Palace

El edificio Planeta Palace se encuentra ubicado sobre la rambla costanera esquina calle 22. Fue ideado para ser hotel por Natalio Michelizzi y construido por la empresa García Otero, Pérez Butler y Pagani en 1937. El nombre del edificio se debe a las máquinas impresoras Planeta cuyo dueño era Michelizzi. Su estilo corresponde al art déco, en especial a la vertiente náutica del estilo.
La propuesta inicial fue rechazada debido a sus características especiales: la inclinación de las paredes y la excavación alrededor del edificio para ser rellenado con agua. Michelizzi intentó que las paredes que formaban la "proa del barco" de su hotel se construyeran inclinadas hacia afuera, como los barcos de verdad, y que se hiciera una fosa alrededor del edificio y se llenara de agua, para que así las personas pudieran acceder a él a través de puentes-escalinatas como los que se usan para subir a bordo de un barco.
El edificio se erigió en el tiempo récord de un año. El Planeta Palace Hotel nació para competir con los dos hoteles existentes en Atlántida hasta ese momento: el Atlántida Hotel (1913) y el Mercedes Hotel (1923) Fue el primer hotel que tenía todas las comodidades: baño privado, agua caliente y calefacción.
La construcción consiste en una planta baja que representa el "casco del barco", que define lo que correspondería a la "cubierta principal" en la terraza que se encuentra por encima de él. Además de lo mencionado, tiene otros tres niveles que forman las "cubiertas" del barco y finalmente se encuentra un "puente de mando" en semicírculo con un mirador. Dichos niveles tienen terrazas-balcón. El hall es casi idéntico al de un gran buque o antiguo transatlántico. Sus pasillos son como los que encontramos en un barco y las habitaciones simulan ser camarotes.
En 1958 el Planeta Palace dejó de funcionar como hotel, y un tiempo después fue transformado en propiedad horizontal y vendido como apartamentos. Actualmente el mantenimiento y la administración del edificio está a cargo de una comisión de copropietarios.